# Lebensreform

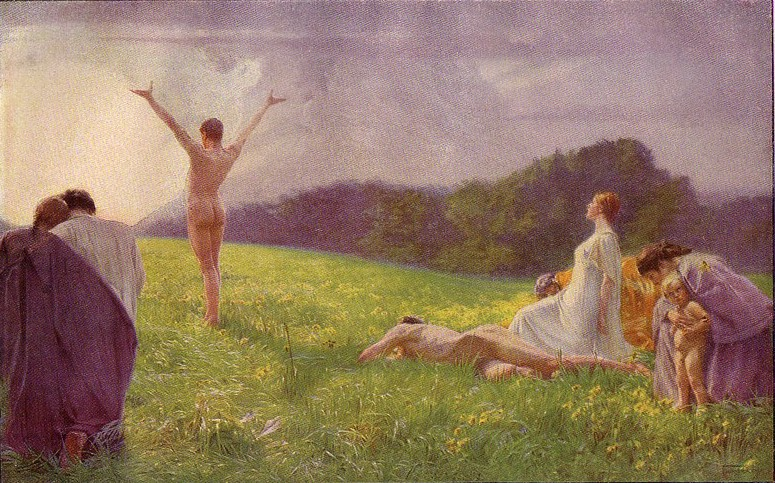
Una versione della Preghiera alla luce (Fidus, 1918) ispirata agli ideali della Lebensreform (Deutsches Historisches Museum)

La Lebensreform  («Riforma della vita») fu un movimento culturale attivo nella Germania guglielmina a cavallo tra il XIX e il XX secolo. Alla moderna società urbana e industriale veniva contrapposto un nuovo stile di vita, indifferente alle convenzioni sociali, che propugnava valori come il ritorno alla natura, il nudismo, il vegetarianismo, lo spiritualismo, il pacifismo, il ricorso a terapie non convenzionali.
Per la salute del corpo si consigliavano bagni e abbronzatura, ginnastica e danza, da praticare nudi. Si promuovevano un'agricoltura biologica e un'alimentazione naturale (evitando cibi cotti e zuccheri), e l'astensione da alcol e da tabacco.
Principali figure di questo variegato movimento erano il pittore simbolista Karl Diefenbach, l'abate Sebastian Kneipp, l'antroposofo Rudolf Steiner, lo scrittore Hermann Hesse, il poeta Gustav Gräser, ma anche antisemiti come Richard Ungewitter.
Ad Ascona in Svizzera venne fondata Monte Verità, una comunità e casa di cura, dove venivano messi in pratica questi principi, attirando ospiti famosi.